# 1845年臺中地震
1845年臺中地震是指1845年3月4日发生于臺灣的一场地震。该次地震震中位于24°06′N 120°30′E / 24.1°N 120.5°E，芮氏規模是6.0。人死381, 房倒4220。

## 災害情形
- 381人死亡
- 4,220棟房屋倒塌